# カオスピピス
カオスピピス（CHAOS PIPIS）は、2021年に結成されたYouTube限定の女性アイドルユニット。後に ｢Youplus（ユープラス）｣として再始動したが2023年9月3日を以って名実共に解散した。

## 概要
グループの発起人である元アンジュルムの中西香菜が、「アイドルのセカンドキャリアとなる場所でありたい」という思いから、「別グループのアイドルOGがグループを組む」という前代未聞のプロジェクト、YouTube限定ユニットが結成された。
グループ名は、聞き取りやすくて響きの良さから、カオス(＝混沌)ピピス(＝馴染みやすさ、音（響き）で付け足した)となった。

## 略歴
- 2021年4月3日、グループの結成、及び1stシングル『MY BORDERLINE』を発表[3]。
- 2021年6月16日、同日付でグループが活動休止すること、およびメンバーの白木莉帆がカオスピピスでの活動を終了することを発表[4]。
- 2021年11月13日、新たなガールズグループ｢Youplus（ユープラス）｣として、初の音源集を12月22日にリリースすることを発表した。メンバーは、中西香菜、川後陽菜、尾形春水、林田真尋の4人[5]。

## メンバー

### 活動休止時のメンバー
| 名前                       | 生年月日（年齢）      | ファーストキャリア |
| -------------------------- | --------------------- | ------------------ |
| 中西香菜（なかにしかな）   | 1997年6月4日（28歳）  | アンジュルム       |
| 川後陽菜（かわごひな）     | 1998年3月22日（27歳） | 乃木坂46           |
| 林田真尋（はやしだまひろ） | 1998年5月7日（27歳）  | フェアリーズ       |
| 尾形春水（おがたはるな）   | 1999年2月15日（26歳） | モーニング娘。     |
| 小此木流花（おこのぎるか） | 1998年4月16日（27歳） | アキシブproject    |

### 元メンバー
| 名前                   | 生年月日（年齢）       | 活動終了日    | ファーストキャリア |
| ---------------------- | ---------------------- | ------------- | ------------------ |
| 白木莉帆（しらきりほ） | 1999年11月11日（25歳） | 2021年6月16日 | タートルリリー     |

## 作品

### 配信限定シングル
| #   | タイトル      | リリース日    | レーベル       |
| --- | ------------- | ------------- | -------------- |
| 1st | MY BORDERLINE | 2021年4月4日  | ALPS Records   |
| 2nd | FLeeLy        | 2021年4月10日 | LINOAO Records |

## イベント
- カオスピピスに会いにきてくれる？公開収録＆トーク＆交流会（2021年05月08日、上野恩賜公園野外ステージ） - 川後陽菜は、諸事情により不参加[8]